# PJ Ramirez
Phillip „PJ“ Ramirez (* 28. Juni 1991 in Clifton, Texas) ist ein US-amerikanischer Filmkomponist.

## Leben
Ramirez wurde am 28. Juni 1991 im texanischen Clifton geboren. Er besuchte von 2008 bis 2014 die Tarleton State University, die er mit einem Bachelor of Fine Arts verließ. Ab 2016 arbeitete er in der Musikabteilung des Filmstudios The Asylum und war an der Musik von Filmproduktionen wie Villain Squad – Armee der Schurken, Sinbad and the War of the Furies, Oceans Rising, King Arthur and the Knights of the Round Table, 5-Headed Shark Attack oder End of the World – Gefahr aus dem All beteiligt. Als verantwortlicher Filmkomponist trat er erstmals 2019 für die Dokumentation Field of Valor: Air Activities of Texas in Erscheinung. Es folgte 2022 die Filmmusik für die Filmproduktionen 4 Horsemen: Apocalypse – Das Ende ist gekommen, Bullet Train Down, Shark Side of the Moon und für den Fernsehfilm Infamously in Love. 2023 komponierte er die Musik für den Film Butch Cassidy and the Wild Bunch.

## Filmografie (Auswahl)
- 2016: Villain Squad – Armee der Schurken (Sinister Squad)
- 2016: Trolland (Animationsfilm)
- 2016: Volumes of Blood: Horror Stories
- 2016: Sinbad and the War of the Furies
- 2016: If Looks Could Kill (Fernsehfilm)
- 2017: Oceans Rising
- 2017: King Arthur and the Knights of the Round Table
- 2017: 5-Headed Shark Attack (Fernsehfilm)
- 2018: Low Self Esteem (Kurzfilm)
- 2018: Alien Predator: Hunting Season (Alien Predator)
- 2018: End of the World – Gefahr aus dem All (End of the World)
- 2019: Christmas Belles (Fernsehfilm)
- 2019: Doctor Death
- 2019: A Beauty & the Beast Christmas
- 2019: Field of Valor: Air Activities of Texas (Dokumentation)
- 2020: The Serpent
- 2020: Battle Star Wars – Die Sternenkrieger (Battle Star Wars)
- 2020: Collision Earth – Game Over (Collision Earth, Fernsehfilm)
- 2020: In the Drift
- 2020: Meteor Moon
- 2021: Triassic Hunt
- 2021: 2021 – War of the Worlds: Invasion from Mars (Alien Conquest)
- 2021: A Party Gone Wrong (Fernsehfilm)
- 2021: Jungle Run – Das Geheimnis des Dschungelgottes
- 2021: Robot Apocalypse
- 2021: Swim – Schwimm um dein Leben! (Swim)
- 2021: Megalodon Rising – Dieses Mal kommt er nicht allein (Megalodon Rising)
- 2021: Planet Dune
- 2021: War of the Worlds – Die Vernichtung (War of the Worlds: Annihilation)
- 2021: Megaboa – 20 Meter, die fressen wollen (Megaboa)
- 2022: 4 Horsemen: Apocalypse – Das Ende ist gekommen (4 Horsemen: Apocalypse)
- 2022: Bullet Train Down
- 2022: Shark Side of the Moon
- 2022: Infamously in Love (Fernsehfilm)
- 2022: Dracula: The Original Living Vampire
- 2022: Moon Crash
- 2022: Framed by My Sister (Fernsehfilm)
- 2022: Revenge Best Served Chilled (Fernsehfilm)
- 2022: Top Gunner 2 – Danger Zone (Top Gunner: Danger Zone)
- 2022: Jurassic Domination
- 2022: Thor: God of Thunder
- 2022: Shark Waters
- 2022: Alien Space Battle
- 2022: Super Volcano (Fernsehfilm)
- 2022: Battle for Pandora
- 2022: Crown Prince of Christmas (Fernsehfilm)
- 2022: A Belgian Chocolate Christmas
- 2022: Aisle Be Home for Christmas (Fernsehfilm)
- 2023: America is Sinking
- 2023: Arctic Armageddon
- 2023: Battle of the Atlantic – America vs Russia (Top Gunner: Battle of the Atlantic)
- 2023: Butch Cassidy and the Wild Bunch
- 2023: Ice Storm (Fernsehfilm)
- 2023: Doomsday Meteor
- 2023: The Little Mermaid (Animationsfilm)
- 2023: Blind Waters
- 2024: Continental Split
- 2024: PlanetQuake (Planetquake)
- 2024: Shark Warning